# أسطول البحر الأحمر
كان أسطول البحر الأحمر ( Flottiglia del mar rosso ) جزءًا من الأسطول الملكي الإيطالي (البحرية الملكية الإيطالية) ومقرها مصوع في مستعمرة إريتريا الإيطالية، وهي جزء من شرق إفريقيا الإيطالي. في الحرب العالمية الثانية، كان أسطول البحر الأحمر نشط ضد محطة جزر الهند الشرقية التابعة للبحرية الملكية، من إعلان الحرب الإيطالي في 10 يونيو 1940 حتى سقوط مصوع في 8 أبريل 1941.
تم عزل السرب عن القواعد الإيطالية الرئيسية في البحر الأبيض المتوسط من خلال المسافة والتصرفات البريطانية. أدى الاستيلاء البريطاني على مصوع والموانئ الإيطالية الأخرى في المنطقة إلى إنهاء الوجود البحري الإيطالي في المنطقة في أبريل 1941.

## الغرض والتنظيم
في 10 يونيو 1940، كان لأسطول البحر الأحمر سبعة مدمرات في سربين، أسطول مكون من خمسة زوارق طوربيد موتور (ماس، موتوسكافو أرماتو سيلورانتي ) وثماني غواصات في سربتين. كانت القاعدة الرئيسية في مصوع، مع قواعد أخرى في عصب (أيضًا في إريتريا) وكيسمايو، في جنوب أرض الصومال الإيطالي.  لا يستخدم أسطول البحر الأحمر بقوة من قبل الإيطاليين ولكن البريطانيين اعتبروه بمثابة تهديد محتمل لقوافل الحلفاء التي تسافر إلى مياه شرق إفريقيا بين البحر الأبيض المتوسط والمحيط الهندي. كان هذا طريقًا حيويًا للقوات البريطانية العاملة من مصر. كانت أسطول البحر الأحمر في موقع جيد بشكل خاص لمهاجمة القوافل المتجهة من خليج عدن عبر البحر الأحمر إلى قناة السويس ، بعد إغلاق البحر المتوسط أمام سفن التجار المتحالفة، والتي اضطرت إلى المرور عبر رأس الرجاء الصالح.

## الحواشي
1. ↑  RMI 2007.

### كتب
- Blair، Clay (1996). Hitler's U-Boat War: The Hunters 1939–1942. New York: Random House. ISBN:978-0-394-58839-1.
- Brown، David (1995). Warship Losses of World War Two. New York: Naval Institute Press. ISBN:978-1-55750-914-7.
- Ellsberg، Commander Edward (1946). Under the Red Sea Sun. Dodd, Mead. OCLC:869413049.
- Jackson، Ashley (2006). The British Empire and the Second World War. London: Hambledon Continuum. ISBN:978-1-85285-417-1.{{استشهاد بكتاب}}:  صيانة الاستشهاد: ref duplicates default (link)
- O'Hara، Vincent P. (2009). Struggle for the Middle Sea: The Great Navies at War in the Mediterranean Theater, 1940–1945. Annapolis, Maryland: Naval Institute Press. ISBN:978-1-59114-648-3.{{استشهاد بكتاب}}:  صيانة الاستشهاد: ref duplicates default (link)
- Porch، Douglas (2004). The Path to Victory: The Mediterranean Theater in World War II. New York: Farrar, Strauss & Giroux. ISBN:978-0-374-20518-8.{{استشهاد بكتاب}}:  صيانة الاستشهاد: ref duplicates default (link)
- Whitley، M. J. (2000). Destroyers of World War Two: An International Encyclopedia. London: Arms and Armour Press. ص. 158–161. ISBN:978-1-85409-521-3.{{استشهاد بكتاب}}:  صيانة الاستشهاد: ref duplicates default (link)